# An Unexpected Fortune
Pour plus de détails, voir Fiche technique et Distribution.
An Unexpected Fortune est un film muet américain réalisé par Otis Thayer et sorti en 1912.

## Fiche technique
- Titre : An Unexpected Fortune
- Réalisation : Otis Thayer
- Scénario : William V. Mong
- Producteur :  William Selig
- Société de production : Selig Polyscope Company
- Société de distribution : General Film Company
- Pays d'origine :  États-Unis
- Langue : film muet avec les intertitres en anglais
- Métrage 300 mètres
- Format : Noir et blanc — 35 mm — 1,33:1 — Muet
- Genre : Comédie dramatique
- Durée : 10 minutes
- Dates de sortie : 
  -  États-Unis : 5 août 1912

## Distribution
- Charles Clary : Bruce Henderson
- William Duncan : Wesley Bowers
- Frank Weed : Edward J. Hazelet
- Kathlyn Williams : Dorothy Cremer
- Lester Cuneo
- Walter Roberts
- Clara Smith
- Adrienne Kroell
- Harry Lonsdale : Lord Lonsdale